# Top Gear. Русская версия
«Top Gear. Русская версия» — версия популярной британской программы «Top Gear», которая появилась в России вслед за Австралией и США. Трансляция началась 22 февраля 2009 года на канале РЕН ТВ. Телекомпания BBC Worldwide передала частичные авторские права телекомпании «РЕН» на съёмки русской версии «Top Gear». Русская версия была закрыта из-за низких рейтингов, последний выпуск вышел в эфир 25.10.09.

## Ведущие
- Николай Фоменко — музыкант, ведущий, актёр, автогонщик, президент компании Marussia Motors.
- Оскар Кучера — ведущий, актёр.
- Михаил Петровский — актёр, автожурналист, блогер.
- Стиг — таинственный гонщик.

## Рекорды трассы
«Top Gear. Русская версия», как и «родоначальник», имеет свой трек, расположенный на заброшенном аэродроме. Для открытия и популяризации трека в программу были приглашены несколько знаменитостей на пикник с шашлыком и самоваром.

### Результаты
1. 1:12.00 — Porsche 911 Turbo Cabriolet (влажно)
2. 1:12.96 — Nissan GT-R (дождь)
3. 1:13.16 — Porsche 911 (влажно)
4. 1:13.88 — Bentley Continental GT Speed (сыро / мокрый трек)
5. 1:14.00 — BMW Alpina B3 Bi-turbo Coupe (сыро / мокрый трек)
6. 1:14.83 — Lamborghini Gallardo (немного снега + летние шины)
7. 1:16.85 — Aston Martin V8 Vantage Roadster (влажно)
8. 1:17.85 — Aston Martin DB9 (очень мокрый трек / дождь)
9. 1:19.00 — Ferrari 550M
10. 1:21.01 — Range Rover Sport (влажно)
11. 1:22.12 — Mazda Miata (влажно)
12. 1:22.27 — Fiat 500
13. 1:49.17 — Volvo XC90 (снег)
14. 2:08.71 — Land Rover Defender SVX (лёд + снег)
15. 2:15.93 — УАЗ Хантер (лёд + снег)
16. 2:23.25 — Audi R8 (снег)
17. 9:99.99 — Ferrari F430 (снег)

## Звезда в бюджетном автомобиле
Как и в оригинальной версии программы, в русской версии присутствует рубрика «Звезда в бюджетном автомобиле». Роль бюджетного автомобиля выполняет «LADA Kalina Sport» первого поколения.

### Результаты
| 1. 1:13.04 — Альберт Демченко 2. 1:13.17 — Серёга 3. 1:13.93 — Дмитрий Носов 4. 1:15.27 — Александр Шоуа из дуэта Непара 5. 1:18.49 — Мария Румянцева 6. 1:19.23 — Валерий Николаев 7. 1:20.30 — Юрий Грымов 8. 1:21.33 — Иракли 9. 1:22.00 — Никас Сафронов 10. 1:22.23 — Денис Симачёв 11. 1:22.16 — Александр Маршал 12. 1:27.00 — Карина Кокс 13. 1:32.93 — Виктория Талышинская из дуэта Непара 14. 1:37.43 — Виктория Пьер-Мари 15. 1:39.39 — Анатолий Кучерена 16. 1:48.15 — Маша Цигаль (первый раз на машине с МКПП, сырой трек) 17. 1:55.17 — Елена Захарова 18. N/A — Алексей Митрофанов (был в машине в качестве пассажира, за рулём был Стиг) |

## Примечание
1. ↑  Передача Top Gear (Топ Гир). Архивировано 26 марта 2012 года.
2. ↑  Почему закрылся «русский Top Gear»?). Дата обращения: 12 декабря 2011. Архивировано из оригинала 19 марта 2012 года.